# Barkkardarspindel
Barkkardarspindel (Emblyna annulipes) är en spindelart som först beskrevs av John Blackwall 1846.  Barkkardarspindel ingår i släktet Emblyna och familjen kardarspindlar. Arten är reproducerande i Sverige. Inga underarter finns listade.